# Høvik Station
Høvik Station (Høvik stasjon) er en jernbanestation på Drammenbanen, der ligger i kvarteret Høvik i Bærum kommune i Norge.  Stationen består af fem spor, hvoraf de tre i midten benyttes til vending, deling og hensætning af tog. Ved de to yderste spor er der bygget 220 meter lange sideliggende perroner med adgang via en gangtunnel og en vejbro. Stationen betjenes af lokaltog mellem Spikkestad og Lillestrøm.
Stationen åbnede 1. maj 1874, halvandet år efter åbningen af Drammenbanen. Den blev fjernstyret 3. december 1992 og gjort ubemandet 15. januar 1995. Stationen var lukket fra april 2013 til december 2015, mens der gennemførtes en total ombygning, der blandt andet omfattede en nedrivning af stationsbygningen.